# Mare Ingenii
Il Mare Ingenii (in latino Mare dell'ingegno) è una formazione geologica della superficie della Luna.